# رچت و کلنک: به درون پیوند
رچت و کلنک: به درون پیوند (انگلیسی: Ratchet & Clank: Into the Nexus) یک بازی ویدئویی در سبک سکوبازی است که توسط اینسامنیاک گیمز توسعه یافته و به‌وسیلهٔ سونی کامپیوتر انترتینمنت در ۶ نوامبر ۲۰۱۳ برای پلت‌فرم پلی‌استیشن ۳ منتشر شده‌است. به درون پیوند سیزدهمین قسمت در مجموعه بازی‌های رچت و کلنک و چهارمین و آخرین نسخه از سری آینده به‌شمار می‌رود.
به درون پیوند به‌طور کلی با واکنش‌های مثبتی از سوی منتقدان همراه بود، اگرچه نسبت به بازی‌های قبلی سری آینده پایین‌تر بود. منتقدین گرافیک، روند بازی، کنترل شخصیت و طنزهای آن را مورد تحسین قرار دادند اما نسبت به زمان کوتاه بازی و داستان انتقاداتی داشتند. بازی بعدی این سری، به عنوان بازسازی قسمت اول، در آوریل ۲۰۱۶ برای پلی‌استیشن ۴ عرضه شد، در حالی که دنبالهٔ مستقیم این بازی تحت عنوان رچت و کلنک: شکاف جدا در ژوئن ۲۰۲۱ برای کنسول پلی‌استیشن ۵ منتشر شد.